# كرة طبية

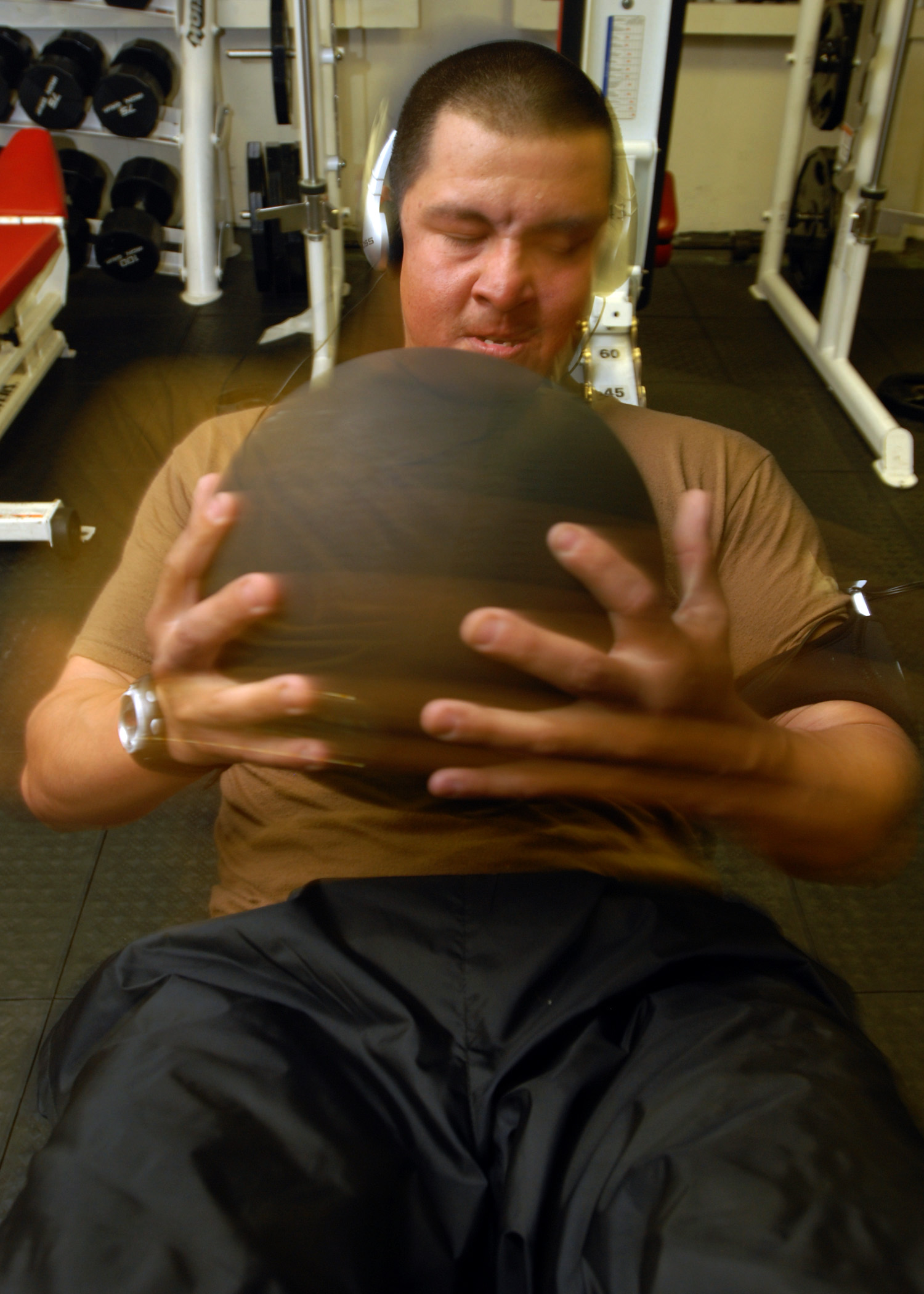
شخص يحمل كرة طبية

الكرة الطبية والتي تعرف أيضا باسم كرة التدريب أو الكرة المتوسطة أو كرة اللياقة البدنية هي كرة ذات وزن ويكون قطرها تقريبا بعرض الكتفين (حوالي 13,7 بوصة) وغالبا ما تستخدم لإعادة التأهيل وتقوية التدريب. الكرة الطبية لها دورا هاما في مجال الطب الرياضي. ومع ذلك، لا ينبغي الخلط بينها وبين كرة الرياضة التي هي أكبر منها حجما. وعادة ما تباع الكرات الطبية بوزن 2-25 باوند (أي ما يعادل1-11 كجم) وتستخدم الكرة بشكل فعال في رفع أثقال البلايومتركس لزيادة القوة عند الرياضيين في جميع الألعاب الرياضية. بعض الكرات الطبية عادة ما يصل قطرها إلى 14 «وتكون عريضة وتصل إلى وزن 14 باوند وتشبه شكل كرات السلة الموزونة. كرات التدريب الحديثة أصبحت أكبر حجما وقد يصل قطرها إلى 36».
يعود وجود الكرة الطبية لعصر أبقراط عندما قال عن إمكانية وجود جلود ألعاب الحيوانات المحشوة للمرضى لرميها لأغراض «الطبية» وفي إيران استخدموا كرات كبيرة مماثلة في عام 1705 . يعود مصطلح «الكرة الطبية» إلى عام 1876 على الأقل حيث دعي روبرت جيه روبرتس لإنشاء الاسم في قاعات الألعاب الرياضية الأمريكية والسجل الأكاديمي وبعد قصة الملك المريض الذي تعافى بعد دحرجة كرة كبيرة مليئة الأعشاب (تمت إعادة طباعته في مجلد صحة جيدة رقم 51، 1916) أو في عام 1894 في مجال التعليم من خلال المسرحيات والألعاب أو في عام 1895 عندما كان مصطلح «الطب» مرادفا للصحة كما هو الحال في «فن التعامل مع المحافظة على الصحة».